# ألعاب القوى (الثقافة البدنية)

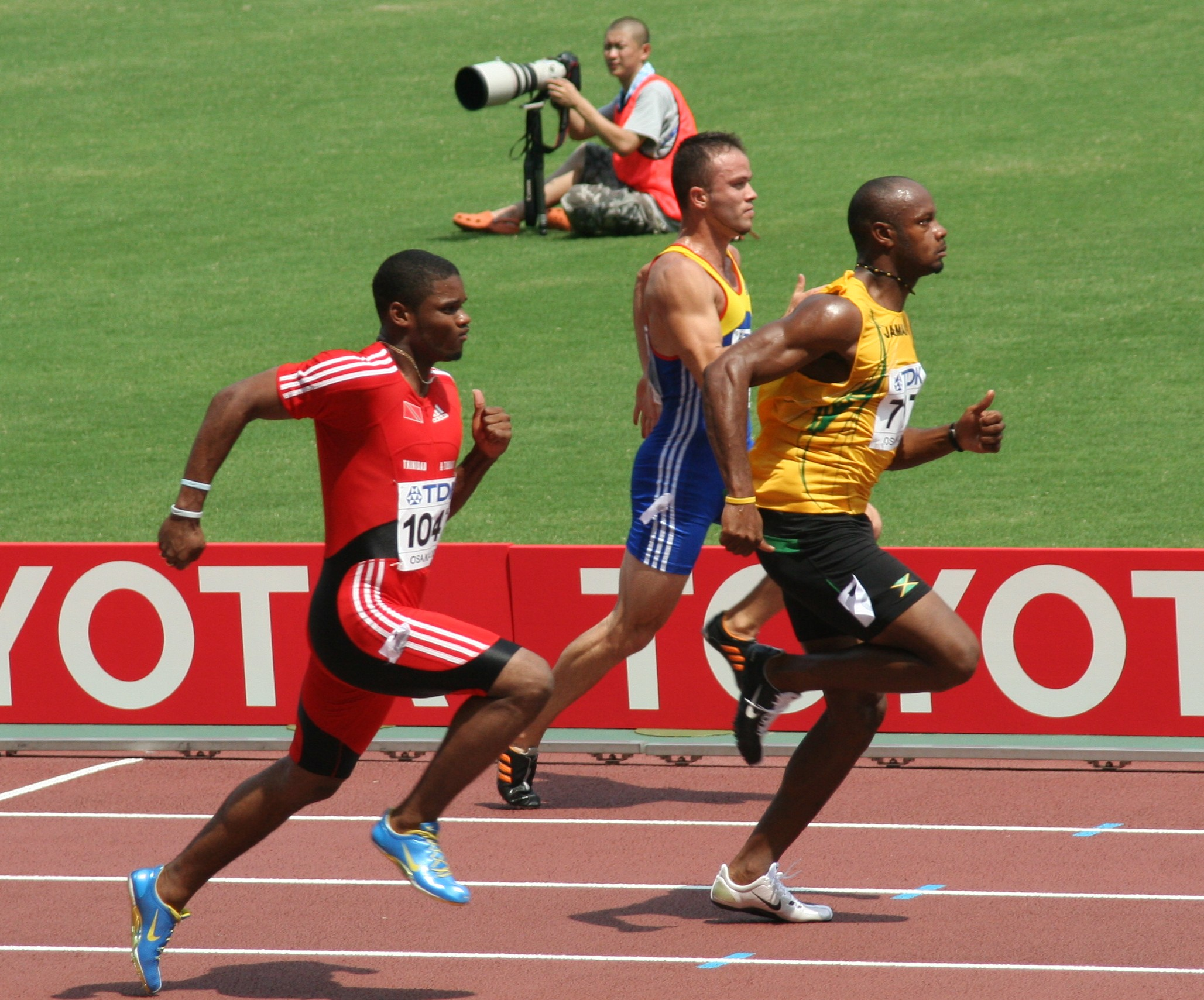

ألعاب القوى هي مصطلح يعبر عن الرياضة التنافسية والألعاب الرياضية التي تتطلب مهارة بدنية، وأنظمة التدريب التي تُعد الرياضيين لأداء المنافسة. ألعاب القوى أو المسابقات هي المسابقات التي تعتمد في المقام الأول على الإنسان، والمنافسة البدنية، وأن يتميز بالقدرة على التحمل، واللياقة البدنية، والمهارة. وكما تشكل الجزء الأكبر من الأنشطة ذات شعبية واسعة، مع أشكال رئيسية أخرى بما في ذلك رياضة السيارات، والرياضة ذات دقة، والرياضة الرياضة العنيفة، والرياضة الحيوانية.
تعتبر رياضة ألعاب القوى واحدة من إحدى أقدم أنواع الرياضات. وهي من عصور ما قبل التاريخ التي شكلت جزءاً كبيراً من الألعاب الأولمبية القديمة، بالإضافة إلى الفروسية. وكلمة «رياضي» مشتقة من الكلمة اليونانية القديمة άθλος (أثلوس)، وذلك بمعنى «مسابقة». وقد نُظمت رياضة ألعاب القوى في أواخر القرن التاسع عشر مع تشكيل منظمات مثل الاتحاد الرياضي للهواة في الولايات المتحدة والشركات الفرنسية للألعاب الرياضية في فرنسا. في عام 1906 تأسست رابطة بين الكليات الرياضية للولايات المتحدة (NCAA) للإشراف على ألعاب القوى على مستوى الكلية، والمعروفة باسم ألعاب القوى الكلية.
وقد اكتسبت ألعاب القوى أهمية كبيرة في المؤسسات التعليمية، والتي تمكن الرياضيين الموهوبين من الحصول على التعليم العالي من خلال المنح الرياضية، بالإضافة إلى تمثيلهم لمؤسساتهم في المؤتمرات الرياضية. فمنذ الثورة الصناعية يعتمد الناس في هذا العالم على نمط حياة مستقرة على نحو متزايد. ونتيجة لذلك تلعب ألعاب القوى الآن جزءاً هاماً في توفير ممارسات رياضية بدنية روتينية.و تقدم النوادي الرياضية في جميع أنحاء العالم مرافق التدريب الرياضي لكثير من الرياضات والألعاب.

## أصل الكلمة
```
اشتقت كلمة ألعاب القوى من الكلمة اليونانية «أثلوس» (ἄθλος)، وهذا يعني «مسابقة» أو «مهمة». وظهرت الألعاب الأولمبية القديمة من الحرب، كما برزت أشكال مختلفة من ألعاب القوى مثل الجري، والقفز، والملاكمة، ومسابقات المصارعة. واتخذ مصطلح ألعاب القوى في اللغة الإنجليزية الحديثة على اثنين من المعاني المميزة. فمعناها في اللغة الإنجليزية الأمريكية يدل على نطاق واسع من الرياضات البدنية البشرية وأنظمة التدريب الخاصة بها. أما المعنى الآخر الأضيق للكلمة فيأتي من اللغة الإنجليزية البريطانية والمتغيرات داخل الرابطة البريطانية.فهذا المعنى من ألعاب القوى يشير فقط إلى مفهوم الرياضة في ألعاب القوى (فئة من المنافسة الرياضية التي تضم المضمار والرياضة الميدانية وأشكال مختلفة من سباقات القدم)، أكثر من الرياضة البدنية بشكل عام.
```

## العوامل البيولوجية
يلعب الجنس وعلم الوراثة أدواراً رئيسية في أنواع الجسم الرياضي. وهنالك عدد قليل من البطولات لكرة القدم النسائية. ومع ذلك، فقد كانت النساء نشيطات في فنون الدفاع عن النفس لعدة قرون، والرياضات مثل التزلج على الجليد والتنس التي تميل إلى تفضيل المرأة من حيث شعبية المتفرجين. ويفضل في كرة السلة، والقفز العالي، والكرة الطائرة الرياضيين ذوي القامة الطويلة، في حين أن الجمباز والمصارعة يفضلون ذوي القامة القصيرة. ويميل العدائون لمسافات طويلة إلى أن يكونوا للنحف، في حين يميل رافعوا الأثقال التنافسية ولاعبي كرة القدم الأمريكية لامتلاء أجسامهم). وغالباً تبدأ التنمية الرياضية إذا كان الوالدين رياضيين.
التكييف البدني هو وظيفة رياضية أساسية للمنافسة. وفي معظم الأحيان، يستخدم المدربون المبادئ الرياضية المثبتة لتطوير جودة الرياضة، وتشمل عدة صفات منها: التنسيق، والمرونة، والدقة، والقوة، والسرعة، والتحمل، والتوازن، وكفاءة الوعي، والتوقيت. تحظى القوة البدنية بأولوية في معظم الصفات الأخرى في ألعاب القوى الغربية، إلا أنها تحضر في التكييف البدني من ممارسة رياضة التاي تشي شوان.
لا يعالج الطب الرياضي الإصابات بالمساعدات الطبية فقط، بل يحاول أيضاً أن يمنع المشاكل مثل: الصدمة والإفراط في الإصابات. وكما يشمل الطب الرياضي أيضاً التدليك، وفحص الجلوكوز، ورولفينغ، والعلاج الطبيعي، والأدوية التي تعزز الأداء مثل الكافيين والمنشطات.
فالتغذية الرياضية هي دراسة وعادة تغذوية ونظام غذائي من حيث صلتها بالأداء الرياضي، وهي تهتم بنوع السوائل وكميتها والمواد الغذائية التي يتناولها الرياضي، وتتكون أيضاً من العناصر الغذائية مثل: الفيتامينات والمعادن والمكملات الغذائية والمواد العضوية مثل: الكربوهيدرات، والبروتينات، والدهون.وعلى الرغم من أنها تعد جزءًا مهمًا) من العديد من أنظمة التدريب الرياضي، فإنه يتم تطبيقها بشكل مكثف في رياضات القوة (مثل رفع الأثقال وكمال الأجسام) ورياضات التحمل (على سبيل المثال ركوب الدراجات، والجري، والسباحة).

## التدريب والتمرين
أولاً، يتعلم الرياضيون أنماط الحركة الأساسية مثل الجري، والوقف، والقفز، والرمي. ويقوم المدربون بمساعدة الرياضيين لصقل هذه الحركات في مهارات رياضية محددة. وبعد ذلك، يمكن صقل مهارة مثل القفز العالي إلى مهارة تنافسية مثل اللفة الغربية أو فوسبوري فلوب. وغالباً ما يطلق على تعبير الفرد عن الأسلوب ب النمط؛ في حين تسمى أيضاً مختلف طرق السباحة التنافسية بالأساليب.وغالباً ما يطور ويمارس الفريق الرياضي الألعاب والإستراتيجيات), حيث يقوم اللاعبون بتنفيذ مهام محددة لتنسيق جهد الفريق من الهجوم أو الدفاع. وقد يشمل أيضاً التدريب المهاري تدريس قواعد وقيود الرياضة أو اللعب.
يتطلب من النخبة الرياضيين والفِرق التدريب على مستوى عال. ويرتبط المدرب غالباً مع تطوير مهاري للاعب الرياضي. فمن المرجح أن يلعب المدرب جميع أدواره كمعلم، ومدرب بدني، ومعالج، ومستجيب طبي ومدرب فني ومُسهل للأداء. وقد تشمل أو لا تشمل برامج المدربين على الإرشاد الرياضي. ويدل التدريب عادة على الإرشاد المستمر للتنمية الرياضية كل 4 سنوات، بعكس الطبيب الذي قد يساعد فقط لفترة قصيرة من الزمن.
لا يجب على المدربين أن يكونوا قادرين على تعليم الشكل الفني فقط، ولكن يجب عليهم أيضاً إستيعاب وتصحيح المشاكل مع فريق أو تقنية رياضية والتكييف معها. وتستطيع التطورات الحديثة في تكنولوجيا الفيديو أن توفر بيانات الميكانيكا الحيوية الدقيقة لتحسين الشكل، والدقة، والتوقيت، والكفاءة، والقوة لحركات اللاعب الرياضي. الموقف الحاسم لنجاح الفريق أو الرياضي هو طريقة الفوز والتي تكمن في القدرة على البقاء في حالة استرخاء وتركيز تحت ضغط المنافسة. ويستعين المدربون الرياضيون الحديثون بعلماء النفس الرياضين لمساعدة الرياضيين على تنظيم أنفسهم من خلال التَصور، وتقنيات الاسترخاء، والحديث الذاتي، والتركيز.

## الهواة والمحترفين
```
وفي عام 1972 , أنشئ الباب التاسع من تعديلات التعليم; لحظر التمييز على أساس الجنس في برامج التعليم التي تتلقى التمويل الإتحادي (الولايات المتحدة). ولا يتضمن القانون الأصلي أي إشارة إلى ألعاب القوى أو برامج ألعاب القوى. ومن 1972 إلى 2006، خضع الباب التاسع لسلسلة من التعديلات المتعلقة بالمساواة بين الجنسين التي أصبحت ذات تأثير كبير على الألعاب الرياضية في المدارس الثانوية والجماعية، لأنها عززت مشاركة المرأة إلى حد كبير في ألعاب القوى من خلال الإنفاق المتساوي. والرياضات المهنية: هي الرياضات التي يتلقى منها الرياضيين مقابل مادي لأدائها. وينظر إلى ألعاب القوى المهنية من قِبل البعض على أنها تناقض مع الروح المركزية للرياضة – فأداء المنافسة من أجل الإستمتاع بدلاً من وسيلة لكسب لقمة العيش.
```